# Powiat Voitsberg
Powiat Voitsberg  (niem. Bezirk Voitsberg ) – powiat w Austrii, w kraju związkowym Styria. Siedziba powiatu znajduje się w mieście Voitsberg.

## Geografia
Powiat Voitsberg graniczy z następującymi powiatami: na wschodzie z powiatem Graz-Umgebung, na południu z powiatem Deutschlandsberg, na południowym zachodzie z powiatem Wolfsberg (w kraju związkowym Karyntia).
Powiat leży w Lavanttaler Alpen (Packalpe).

## Demografia
| Rok  | Liczba mieszkańców |
| ---- | ------------------ |
| 1981 | 55 806             |
| 1991 | 54 577             |
| 2001 | 53 588             |
| 2015 | 51 691             |
| 2023 | 51 239             |

## Podział administracyjny
Powiat podzielony jest na 15 gmin, w tym trzy gminy miejskie (Stadt), pięć gmin targowych (Marktgemeinde) oraz siedem gmin wiejskich (Gemeinde).
| Miasta 1. Bärnbach (5775) 2. Köflach (9639) 3. Voitsberg (9538) Gminy targowe 1. Edelschrott (1634) 2. Ligist (3245) 3. Maria Lankowitz (2750) 4. Mooskirchen (2194) 5. Stallhofen (3193) | Gminy 1. Geistthal-Södingberg (1457) 2. Hirschegg-Pack (1006) 3. Kainach bei Voitsberg (1589) 4. Krottendorf-Gaisfeld (2473) 5. Rosental an der Kainach (1666) 6. Sankt Martin am Wöllmißberg (808) 7. Söding-Sankt Johann (4272) |

(liczba mieszkańców 1 stycznia 2023)

## Transport
Przez powiat przebiegają autostrada A2 i drogi krajowe B70 (Packer Straße) i B77 (Gaberl Straße).
Jedyną linią kolejową w powiecie jest linia Köflach - Voitsberg - Graz.